# Lycée Bloemhof High School
Le lycée Hoër Meisieskool Bloemhof est un établissement public afrikaans pour filles, situé à Stellenbosch dans la province du
Cap-Occidental en Afrique du Sud. C'est la plus ancienne école en afrikaans pour filles d'Afrique du Sud. Depuis 2017, il a été nommé le meilleur lycée d'enseignement en langue afrikaans comme langue d'enseignement du Cap-Occidental. L'afrikaans est une, une langue germanique issue du néerlandais, parlée en Afrique du Sud, en Namibie, et dans une moindre mesure au Botswana et au Zimbabwe, notamment par les peuples de langue afrikaans dont les Afrikaners. Le mot afrikaans signifie « africain » en néerlandais 

## Historique
Le lycée Hoër Meisieskool Bloemhof a été fondée en 1874, accessoirement en tant qu'école de filles anglaises, dans le centre historique de Stellenbosch. Bloemhof est devenu afrikaans en 1925 . L'école a été nommée d'après le mot néerlandais "bloem", qui est probablement mieux traduit par "bloom" ou "fleur". Les filles de Bloemhof étaient considérées comme les futures "fleurs" de notre nation. En 1903, trois immeubles ont été acquis dans le but d'accueillir plus d'élèves en internat et ainsi que des étudiants externes. En 1925, l'école est devenue une école de filles de langue afrikaans. Depuis 2017, la directrice de l'école est Wilna van Heerden. L'école est située à côté du Lycée Rhénan pour Filles et en face du Lycée Paul Roos Gymnasium pour les garçons, la 12e plus ancienne école du pays. Le lycée est situé à côté de la rivière Eerste River et des terrains de sport de Markotter.

## Étudiants
En 2017 l'établissement comportait 715 filles inscrites de la 8e à la 12e année. Le nombre d'élèves en 12e année ayant obtenu les mentions A, au cours de leur dernière année, est passé de 38,6% en 2010 à 49,6% en 2016. La devise de l'école est Semper Fidelis, qui se traduit en latin par "Toujours loyal", une devise qui implique le dévouement et la loyauté de la part des élèves qui la fréquentent. La devise est probablement le résumé le plus approprié pour tout ce qui est relatif à Bloemhof. Des années après leur départ une immense fierté subsiste chez toutes les étudiantes. Bloemhof semble leur avoir inculqué la loyauté et la persévérence dans les réalisations de leur vie.